# 特林達迪和馬丁瓦斯群島

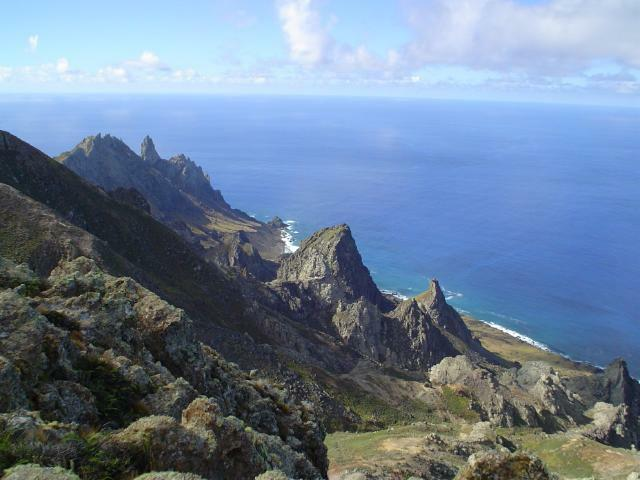

特林達迪和馬丁瓦斯群島（葡萄牙語：Trindade e Martim Vaz）是巴西的群島，位於維多利亞以東約1,150公里的大西洋海域，由6個島嶼組成，行政方面由聖埃斯皮里圖州負責管轄，面積10.4平方公里，最高點海拔高度620米，2009年人口僅32。